# Sediment (medicin)
Sediment är det som efter centrifugering av ett urinprov inspekteras i mikroskop. Man kan då eventuellt urskilja röda och vita blodkroppar, bakterier samt ibland avtryck från njurarnas inre strukturer. Dessa kallas då "cylindrar".  Speciella vita blodkroppar färgas inte av en vanlig infärgningsvätska och kallas då SM-positiva. Andra vita blodkroppar kommer från kronisk njurbäckeninflammation kronisk pyelonefrit och kallas "glitterceller". De är SM-positiva samt ser i mikroskopet ut som om det är ett snöoväder inne i cellen.